# Lergravsparken station
Lergravsparken station är en tunnelbanestation i stadsdelen Amagerbro i Köpenhamn på linje M2 på Köpenhamns metro. Den  ligger 18 meter under marken vid Lergravsparken, på den nordöstra delen av ön Amager. 
Stationen öppnade 2002 och var ändstation på linjen från oktober 2003 tills den förlängdes till Köpenhamns flygplats 28 september 2007.